# Ensamrad

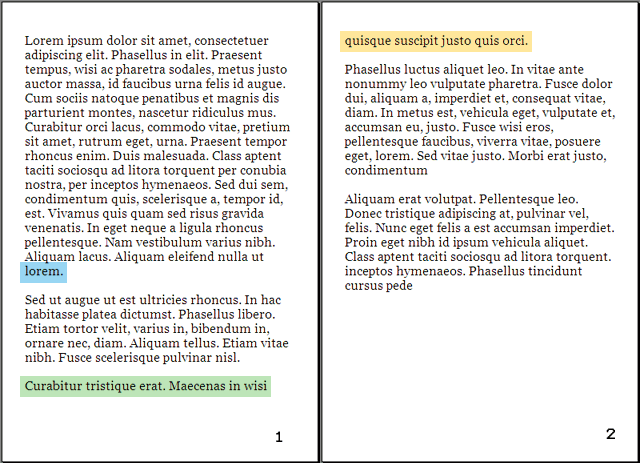
Dubbel ensamrad markerad med gul färg

Ensamrad eller horunge är en typografisk term för en ensam och ofullständig textrad eller ett ensamt ord, i början eller slutet av ett stycke, som hamnat på annan sida eller i annan spalt än resten av stycket. 
Man skiljer på två typer av ensamrader. En dubbel ensamrad, eller dubbel horunge, är då sista raden i ett stycke hamnar högst upp i en ny spalt eller på en ny sida. En enkel ensamrad, eller enkel horunge, är då första raden i ett stycke hamnar längst ner på en sida eller i en spalt. Den enkla ensamraden brukar de flesta formgivare idag acceptera, men den dubbla ensamraden brukar de flesta grafiska formgivare/redigerare göra allt för att undvika. Ordet horunge är belagt till 1823 och används i Boktryckarekonstens practiska handbok för nybegynnare av Christian Gottlob Täubel.
Språkrådet, tillsammans med Svenska Tecknare, rekommenderade hösten 2016 att det nya ordet ensamrad bör ersätta den tidigare termen horunge, som upplevdes som stötande. Ordet änka används ibland som beteckning för en dubbel ensamrad efter engelska "widow", med samma innebörd.